# Dobrinje (Tutin)
Pour les articles homonymes, voir Dobrinje.
Dobrinje (en serbe cyrillique : Добриње) est un village de Serbie situé dans la municipalité de Tutin, district de Raška. Au recensement de 2011, il comptait 98 habitants.
Dobrinje est également connu sous le nom de Dobrinja.

## Démographie
| 1948 | 1953 | 1961 | 1971 | 1981 | 1991 | 2002 | 2011 |
| ---- | ---- | ---- | ---- | ---- | ---- | ---- | ---- |
| 468  | 511  | 560  | 436  | 300  | 125  | 101  | 98   |

|  |